# Лохвиця (станція)
Ло́хвиця — вузлова проміжна залізнична станція 3-го класу Полтавської дирекції Південної залізниці на перетині трьох неелектрифікованих ліній Бахмач — Лохвиця, Лохвиця — Ромодан та Лохвиця — Гадяч імені Сергієнка М.І. між станціями Сенча (21 км), Сула (5,5 км) та Венеславівка (23,8 км). Розташована в селі Піски Миргородського району Полтавської області.

## Історія
Станція відкрита 1887 року в складі Лібаво-Роменської залізниці.

## Пасажирське сполучення
На станції Лохвиця зупиняються поїзди приміського сполучення.
| Рух поїздів по станції Лохвиця |                          |
| Маршрут сполучення             | Періодичність курсування |
| Бахмач — Ромодан               | Щоденно                  |
| Ромодан — Ромни                | Щоденно                  |
| Бахмач — Ромни                 | Щоденно                  |
| Кременчук — Гадяч              | П'ятниця, субота, неділя |